# Nahida Touhami
Nahida Mahour Bacha Touhami (sinh ngày 10 tháng 2 năm 1978) là một vận động viên chạy cự ly trung bình ở Algeria, chuyên về phụ nữ 800 và 1500 mét.

## Thành tích
| Năm                  | Giải đấu                   | Địa điểm                   | Thứ hạng             | Nội dung             | Chú thích            |
| Representing Algérie | Representing Algérie       | Representing Algérie       | Representing Algérie | Representing Algérie | Representing Algérie |
| -------------------- | -------------------------- | -------------------------- | -------------------- | -------------------- | -------------------- |
| 1999                 | All-Africa Games           | Johannesburg, South Africa | 10th (h)             | 800 m                | 2:08.83              |
| 2001                 | Mediterranean Games        | Radès, Tunisia             | 10th (h)             | 800 m                | 2:06.90              |
| 2001                 | Mediterranean Games        | Radès, Tunisia             | 5th                  | 1500 m               | 4:15.26              |
| 2002                 | African Championships      | Radès, Tunisia             | 6th                  | 800 m                | 2:07.01              |
| 2002                 | African Championships      | Radès, Tunisia             | 9th                  | 1500 m               | 4:25.50              |
| 2002                 | African Championships      | Radès, Tunisia             | 3rd                  | 4 × 400 m relay      | 4:25.50              |
| 2003                 | All-Africa Games           | Abuja, Nigeria             | 8th                  | 800 m                | 2:06.32              |
| 2004                 | Olympic Games              | Athens, Greece             | 1500 m               | 12th (sf)            | 4:07.21              |
| 2004                 | Pan Arab Games             | Algiers, Algeria           | 1st                  | 800 m                | 2:34.48              |
| 2004                 | Pan Arab Games             | Algiers, Algeria           | 1st                  | 1500 m               | 4:35.85              |
| 2006                 | World Indoor Championships | Moscow, Russia             | 9th                  | 1500 m               | 4:12.09 (iPB)        |
| 2006                 | African Championships      | Bambous, Mauritius         | 5th                  | 800 m                | 2:05.33              |
| 2006                 | African Championships      | Bambous, Mauritius         | 6th                  | 1500 m               | 4:25.25              |
| 2007                 | All-Africa Games           | Algiers, Algeria           | 3rd                  | 800 m                | 2:03.79              |
| 2007                 | All-Africa Games           | Algiers, Algeria           | 5th                  | 1500 m               | 4:12.34              |
| 2007                 | World Championships        | Osaka, Japan               | 25th (h)             | 1500 m               | 4:14.38              |
| 2008                 | Olympic Games              | Beijing, China             | 30th (h)             | 1500 m               | 4:18.99              |

### Tốt nhất cá nhân
- 200 mét - 24,85 giây (1996)
- 400 mét - 53,08 giây (2003)
- 800 mét - 1:59,65 phút (2004)
- 1500 mét - 4:05,25 phút (2004)